# معروف أمين
معروف أمين (بالإندونيسية: Ma'ruf Amin)‏ هو نائب رئيس الجمهورية الإندونيسية الحالي. حيث فاز بالانتخابات في يوليو 2019، أقسم اليمين في 20 أكتوبر 2019.

## المؤهلات العلمية
- المدرسة الابتدائية كريسك تانجيرانج (1955)
- المدرسة الابتدائية الإسلامية كريسك تانجيرانج (1955)
- المدرسة المتوسطة بمعهد تيبو إيرينج الإسلامي جومبانج (1958)
- المدرسة الثانوية بمعهد تيبو إيرينج الإسلامي جومبانج (1961)
- بكالوريوس في أصول الدين بكلية أصول الدين بجامعة ابن خلدون ببوجور (1967)[4]
- المعهد الإسلامي في بنتن (1963)

## المسيرة المهنية

### الوظيفة
- مدرس بالمدارس في جاكرتا الشمالية (1964-1970)
- الداعية إلى الله (1964)
- محاضر بكلية التربية بجامعة نهضة العلماء بجاكرتا (1968)
- مدير ورئيس مؤسسة تعليمية الجهاد (1976)
- عضو مجلس الاستشاري الرئاسي لشؤون العلاقات مع الأديان (2007-2010)
- عضو مجلس الاستشاري الرئاسي (2010-2014)

### البرلمان
- عضو مجلس نواب منطقة جاكرتا رسولا من مجموعة الطوائف (1971-1973)
- رئيس فصيل رسول مجموعة الطوائف بمجلس نواب منطقة جاكرتا
- عضو مجلس نواب الشعب الإندونيسي من حزب الاتحاد والتنمية (1973-1977)
- رئيس فصيل حزب الاتحاد والتنمية بمجلس نواب منطقة جاكرتا
- عضو مجلس نواب منطقة جاكرتا من حزب الاتحاد والتنمية (1977-1982)
- رئيس لجنة أ من فصيل حزب الاتحاد والتنمية
- عضو مجلس الاستشارية الشعبية الإندونيسي من حزب نهضة الوطن (1997-1999)
- عضو مجلس نواب الشعب الإندونيسي من حزب نهضة الوطن (1999-2004)
- رئيس اللجنة الرابعة بمجلس نواب الشعب الإندونيسي من فصيل حزب نهضة الوطن
- عضو لجنة الميزانية بمجلس نواب الشعب الإندونيسي من فصيل حزب نهضة الوطن
- عضو اللجنة الثانية بمجلس نواب الشعب الإندونيسي من حزب نهضة الوطن (1999)

### مشاركة في الجمعيات
- رئيس حركة الشباب أنصار منطقة جاكرتا (1964-1966)
- رئيس جبهة الشباب (1964-1967)
- رئيس جمعية نهضة العلماء منطقة جاكرتا (1966-1970)
- نائب رئيس جمعية نهضة العلماء منطقة جاكرتا (1968-1976)
- عضو مجلس التنسيق للدعوة الإسلامية منطقة جاكرتا (1970-1972)
- عضو هيئة الزكاة والصدقة منطقة جاكرتا (1971-1977)
- رئيس فصيل حزب الاتحاد والتنمية (1973-1977)
- عضو هيئة الدعوة الإسلامية لجمعية نهضة العلماء بإندونيسيا (1977-1989)
- الرئيس العام لمؤسسة الشيخ نووي البنتاني (1987)
- كاتب عام شورية لجمعية نهضة العلماء بإندونيسيا (1989-1994)
- عضو مجلس العلماء الإندونيسي (1990)
- رئيس الشورية لجمعية نهضة العلماء بإندونيسيا (1994-1998)
- نائب رئيس لجنة الافتاء مجلس العلماء الإندونيسي (1996)
- رئيس الهيئة الشرعية الوطنية بمجلس العلماء الإندونيسي (1996)
- رئيس مجلس الشورى بحزب نهضة الوطن (1998)
- مستشار جمعية نهضة العلماء بإندونيسيا (1998)
- عضو لجنة خبراء تنمية البنوك الإسلامية ببنك الإندونيسي المركزي (1999)
- رئيس لجنة الإفتاء بمجلس العلماء الإندونيسي (2001-2007)
- مستشار حزب نهضة الوطن (2002-2007)
- رئيس الهيئة الشرعية الوطنية بمجلس العلماء الإندونيسي (2010-2014)
- عضو مجلس الاستشاري الرئاسي (2007-2014)
- رئيس مجلس العلماء الإندونيسي (2015-2019)[5]
- نائب رئيس جمهورية إندونيسيا (2019-2024)